# Laccobius vetustus
Espèce
Laccobius vetustus est une espèce fossile d'insectes coléoptères de la famille des Hydrophilidae.

## Classification
L'espèce Laccobius vetustus est décrite en 1874 par le zoologiste français Émile Oustalet (1844-1905),.

### Fossiles
Selon Paleobiology Database en 2023, deux collections de fossiles sont référencées, de l'Oligocène de France, une de Céreste dans les Alpes-de-Haute-Provence et l'autre d'Aix-en-Provence dans les Bouches-du-Rhône,.

## Description

### Caractères
La diagnose de Nicolas Théobald en 1937, : 

« Insecte de coloration brun foncé, corps en forme de navette, fortement bombé. Tête au front peu allongé, presque droit à l'avant ; yeux noirs sur les côtés de la tête ; cette dernière est repliée vers le haut et légèrement détachée du thorax, ce qui donne l'impression que les yeux se trouvent vers le milieu de la tête, alors qu'ils sont dans les angles postérieurs. Corselet échancré à l'avant ; bords latéraux convexes ; bord postérieur arrondi ; surface lisse. L'insertion des pattes I apparaît par transparence ; hanches écartées. Élytres bâillant fortement à l'arrière et à l'avant  ; épipleure nette ; surface ornée de dix fines stries ponctuées. ».

### Dimensions
La longueur totale est de 3 mm.

### Affinités
« Semble identique à L. vetustus décrit d'Aix par Oustalet. Cet auteur n'a pas observé l'ornementation des élytres qui est très nette sur notre échantillon. Dans celui d'Aix, le pronotum est plus échancré à l'avant ; ce caractère n'est qu'apparent étant dû à l'inclinaison du thorax ; par ailleurs il y a concordance.
Oustalet le rapproche de L. minutus L. qui habite nos régions. ».

## Biologie
« Le g. Laccobius vit dans les eaux douces et saumâtres plus ou moins stagnantes. ».

## Galerie
- Quelques espèces vivantes du genre Laccobius.
- Laccobius bipunctatus.
- Laccobius minutus.
- Laccobius motuoensis.
- Laccobius arrowi.
- Laccobius cinereus.

### Publication originale
- [1874] Émile Oustalet, « Recherches sur les insectes fossiles des terrains Tertiaires de la France, deuxième partie, insectes fossiles d'Aix en Provence », Annales des Sciences Géologiques, Paris, vol. 5, no 2,‎ 1874, p. 1-347 (lire en ligne).